# Labyrinthdichtung

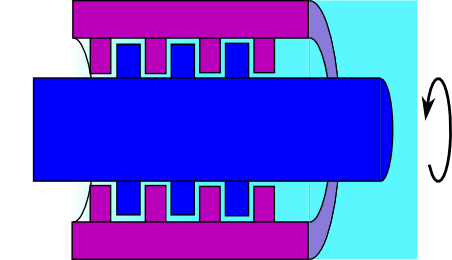
Labyrinthdichtung, ausgeführt als Stolperbundlabyrinth

Die Labyrinthdichtung (auch Spaltdichtung) ist eine berührungsfreie Wellendichtung. Die Dichtwirkung beruht auf der Verlängerung des Strömungsweges durch den abzudichtenden Spalt, wodurch der Strömungswiderstand wesentlich erhöht wird. Die Wegverlängerung wird in der Regel durch ein Ineinandergreifen (Fachausdruck „Verkämmung“) von Formelementen auf der Welle und dem feststehenden Gehäuseteil erreicht.
In einer einfacheren Ausführungsform befinden sich die Kanten nur auf einer Seite des Spalts; bereits dadurch kommt es zu Verwirbelungen in den entstehenden Kammern, sodass eine höhere Dichtwirkung als mit einer reinen Spaltdichtung erzielt wird.

## Verwendung
Labyrinthdichtungen kommen standardmäßig bei nahezu allen Typen von Radsatz-Getrieben von Schienenfahrzeugen zum Einsatz. Der entscheidende Vorteil ist hierbei ihre Verschleißfreiheit.
Sonderbauformen sind auf extreme Betriebsbedingungen wie hohe Drehzahlen, Drücke und Temperaturen beschränkt, da sonst – z. B. nur bei hohen Drücken und Temperaturen – auch wesentlich günstigere Dichtungstypen, z. B. Graphitdichtungen (Graphit-Packungen) für den Heißdampf-Bereich, verwendet werden können.
Labyrinthdichtungen sind technisch sehr aufwändig zu fertigen und zu montieren und daher entsprechend teuer.
Sie sind weit verbreitet als Wellendichtung im Gasturbinenbau, z. B. in Strahltriebwerken, und zur Erhöhung des Wirkungsgrades von Dampfturbinen in Kraftwerken häufig besonders aufwändig gestaltet.
Eine spezielle Anwendung von Labyrinthdichtungen sind Motorspindeln, die je nach Bauform bis zu mehreren 100.000 min−1 (Umdrehungen pro Minute) erreichen. Bei diesen Spindelmotoren dient die Bauform der Labyrinthdichtung gleichzeitig als Fluidlager (Flüssiglager) bzw. hydrostatisches Lager und als hydrodynamisches Lager. Ein entscheidender Vorteil ist dabei die extrem geringe Reibung, die derart hohe Drehzahlen möglich macht.

## Varianten
Labyrinthdichtungen werden als Glattspaltlabyrinth oder als Stolperbundlabyrinth ausgeführt.
Aufgrund des hohen Strömungswiderstandes in dem langen Spalt kann nur eine geringe, tolerierbare Fluidmenge (Leckmassenstrom) durch die Labyrinthdichtung austreten. Eine absolute Dichtheit ist mit dieser berührungsfreien Konstruktion nicht möglich.
Für gefährliche und giftige Substanzen werden komplexere Labyrinthe nötig, der in der Strömungsrichtung im Labyrinth wirkende Druckverlust des zu verdichtenden Mediums wird zum Erreichen einer 100%igen Dichtigkeit mit einem Sperrmedium wie z. B. Stickstoff aufgehoben. Zusätzlich verhindert die Verwendung von Sperrmedien das Eindringen von Fremdstoffen.
Spezielle Variante der Labyrinthdichtungen sind Sperrgasdichtungen, zum Beispiel mit Sperrluft.